# Actinostroma
Actinostroma is een geslacht van uitgestorven sponzen, dat leefde van het Cambrium tot het Vroeg-Carboon.

## Beschrijving
Deze 12 centimeter hoge stromatopoor was knolvormig en was opgebouwd uit dunne, concentrische kalklamellen en verticale pijlertjes. Dit geslacht kwam veel voor op riffen en was rifvormend, maar wordt ook gezien als de voorouder van de huidige sclerosponzen.